# Krošče
Krošče (nemško Graschitz) je naselje Statutarnega mesta Beljak na Koroškem v Avstriji.